# Papaver pseudostubendorfii
Papaver pseudostubendorfii är en vallmoväxtart som beskrevs av M. Pop.. Papaver pseudostubendorfii ingår i släktet vallmor, och familjen vallmoväxter. Inga underarter finns listade i Catalogue of Life.